# Rostocker Weihnachtsmarkt

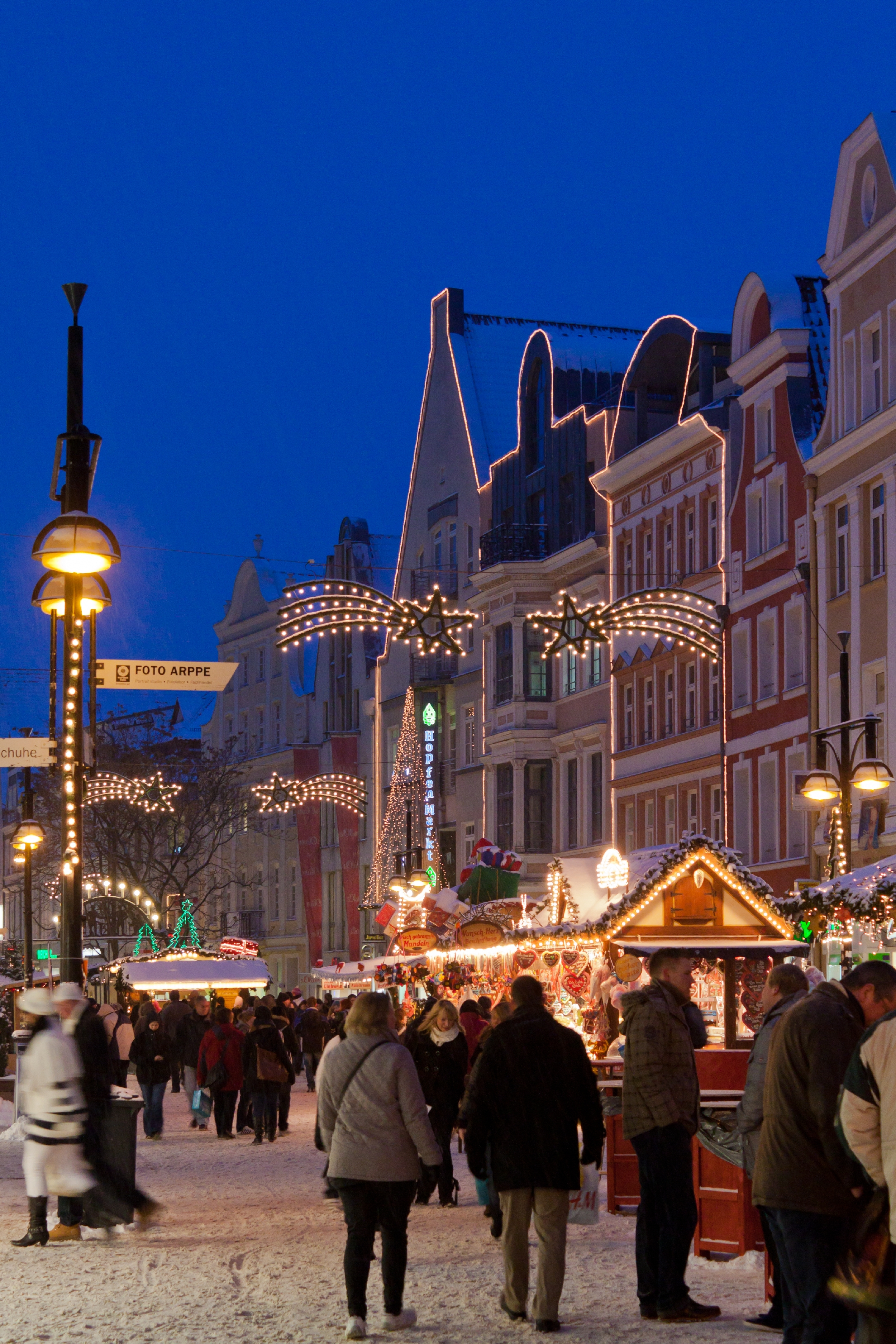
Blick in die Kröpeliner Straße, Richtung Neuer Markt

Der Rostocker Weihnachtsmarkt ist eine seit 1949 jährlich in der Adventszeit stattfindende Veranstaltung in Rostock. Betreiber ist die Großmarktgesellschaft Rostock. Er gilt als der größte Weihnachtsmarkt in Norddeutschland. Über den Veranstaltungszeitraum besuchen rund 1,5 Millionen Menschen den Markt.

## Aufbau
Auf dem Rostocker Weihnachtsmarkt finden sich neben weihnachtstypischen Angeboten auch Stände mit Jahrmarktsangeboten. Auf dem Neuen Markt, Rostocks zentralen Marktplatz beginnt der Markt und setzt sich in der beginnenden Kröpeliner Straße fort. Auf dem Universitätsplatz installiert die Stadt sieht mehreren Jahren einen „Lichterbaldachin“. Hinter dem Kloster zum Heiligen Kreuz ist der sogenannte „Historische Weihnachtsmarkt“ zu finden. Jenseits des Kröpeliner Tors gibt es weitere Verkaufsstände. In der Langen Straße gibt es zwischen der Breiten Straße und dem Radisson-Blu-Hotel auf der Höhe der Straßenbahn-Haltestelle „Kröpeliner Tor“ eine weitere Aufreihung an Ständen.
Am Parkplatz „Fischerbastion“ in der Nördlichen Altstadt wird der Weihnachtsrummel mit Fahrgeschäften aufgebaut. Auf Grund der Baustelle für das Volkstheater Rostock muss ab 2024 ein Teil davon auf eine Freifläche am Kröpeliner Tor ausweichen.
Der Rostocker Weihnachtsmarkt ist mit 230 Ständen einer der Größten in Deutschland.